# Фокс, Фэллон
Фэллон Фокс (англ. Fallon Fox; род. 29 ноября 1975 года) — американский боец ММА. Первый открытый трансгендерный человек в истории ММА.

## Биография
Фокс родился в Толидо, штат Огайо, воспитывался в семье набожных христиан, но в итоге стал атеистом. Он вспоминает, что задавался вопросами по поводу своего гендера с пяти лет. В подростковые годы Фокс считал, что он, возможно, был геем, но в возрасте 17 лет узнал термин «трансгендер». Фокс продолжал жить как гетеросексуальный мужчина и женился на своей подруге в возрасте 19 лет, когда та забеременела их дочерью. Затем Фокс поступил на службу в ВМС США, чтобы содержать свою новую семью, и служил специалистом по оперативным вопросам на USS Enterprise.
После ухода из ВМС Фокс поступил в университет Толидо, но не закончил учёбу из-за продолжавшегося психологического стресса из-за нерешённых проблем с гендером. После этого Фокс работал водителем грузовика, чтобы заработать деньги на операцию по коррекции пола. Позже он переехал в Чикаго, штат Иллинойс, со своей дочерью. В 2006 году он отправился в Бангкок, Таиланд, чтобы сделать операции по коррекции пола, увеличению груди и пересадке волос в Бангкокской национальной больнице.

## Смешанные единоборства
Фэллон Фокс сделала каминг-аут 5 марта 2013 года в интервью сайтам Outsports и Sports Illustrated после проведения двух первых профессиональных боёв в женском дивизионе. После этого участие Фокс в дальнейших соревнованиях было поставлено под вопрос из-за потенциального отсутствия лицензии от Спортивной комиссии штата Калифорния, которое не проверила Спортивная комиссия Флориды перед соревнованиями. Одновременно с этим многие комментаторы стали обсуждать вопрос того, может ли женщина, которой был приписан мужской гендерный маркер при рождении, соревноваться в женских боях ММА
Комментатор боёв UFC и комик Джо Роган выступил против получения Фэллон Фокс лицензии, заявив:
Во-первых, она на самом деле не «она». Она транссексуалка, сделавшая операцию. Операция не снижает плотность костей. Она не меняется. Посмотрите на мужские руки и на женские, они устроены по-разному. Они просто толще, они сильнее, запястья толще, локти толще, суставы толще. Просто механика нанесения ударов, мужчина может их делать гораздо сильнее, чем женщина, точка.
Из-за скандала и проблем в процедуре лицензирования соучредитель CFA Хорхе Де Ла Новал (англ. Jorge De La Noval), который был промоутером боя Фэллон, 2 марта во Флориде, перенёс бой Фокс на 20 апреля. Однако позже он заявил, что его организация не «отвернётся от неё … Если она имеет лицензию, мы всегда будем приветствовать её участие. Мы поддерживаем её и оказываем ей всяческую поддержку». Фокс заявила в своём интервью с Сидом Зейглером, что согласно правилам таких организаций, как Международный олимпийский комитет (МОК) в отношении послеоперационных транссексуалов, она хочет продолжить участвовать в боях ММА.
8 апреля 2013 года Мэтт Митрион, выступая на передаче «The MMA Hour», сказал, что Фокс — «всё ещё мужчина», и назвал её «позорищем» и «лживым, больным, социопатическим, отвратительным уродом». UFC «был потрясён трансфобными комментариями» Митриона и, охарактеризовав свою организацию как «друга и союзника ЛГБТ-сообщества», немедленно отстранил Митриона от участия в соревнованиях и оштрафовал его на неизвестную сумму. На следующий день Фокс прокомментировала ситуацию, сказав, что Митрион «совершил личную нападку на меня как на бойца, как на женщину и как на человека».
Вопрос, имеет ли Фокс преимущество над цисгендерными женщинами-бойцами, стал темой выпуска передачи от HBO Real Sports with Bryant Gumbel в апреле 2014 года.
В интервью газете New York Post бывшая чемпионка UFC среди женщин в легком весе Ронда Раузи заявила, что будет готова сразиться с Фокс, сказав: «Я могу нокаутировать кого угодно в мире», хотя она и считает, что кости Фокс имеют плотность и структуру как у мужчин, что даёт ей несправедливое преимущество. В интервью Out Раузи сказала: «Мне кажется, если вы проходите половое созревание как „мужчина“, это невозможно повернуть вспять. <…> Для этого нет кнопки отмены». Президент UFC Дэйна Уайт утверждал, что «структура костей различна, руки больше, челюсть больше, всё больше», и сказал: «Я не думаю, что кто-то, кто раньше был мужчиной и стал женщиной, должен иметь возможность бороться с женщинами».
В ходе боя Фокс с Тамиккой Бренц 13 сентября 2014 года Бренц получила сотрясение мозга, перелом орбитальной кости и семь скоб на голове в 1-м раунде. После своего проигрыша она высказалась о своём бою с Фокс в социальных медиа: «Я боролась со многими женщинами и никогда не чувствовала в бою такой силы, как в ту ночь. Я не могу сказать, зависит ли это от того, что она родилась мужчиной, или нет, так как я не врач. Я могу только сказать, что я никогда не чувствовала себя такой пересиленной, а я необычайно сильная женщина. <…> Её хватка была другой, я обычно могла передвигаться в клинче против других женщин, но вообще не могла двигаться в клинче Фокс».
Эрик Вилайн, директор Института общества и генетики в Калифорнийском университете, работал с Ассоциацией комиссий по боксу, когда они писали свою политику в отношении трансгендерных спортсменов. Он заявил в журнале Time, что «транссексуальные женщины имеют значительно меньшую мышечную силу и плотность костей и большую массу жира, чем мужчины», и сказал, что для получения лицензии у трансгендерных женщин-бойцов должен быть проведен полный комплекс «хирургических анатомических изменений», включая на наружных половых органах и гонадэктомию, а затем, как минимум, два года заместительной гормональной терапии, проводимой сертифицированным специалистом. В целом, в соответствии с рецензируемой научной литературой, он заявляет, что это «текущее представление о минимальном количестве времени, необходимом для устранения гендерных преимуществ мужских гормонов в спортивных соревнованиях». Вилаин, просмотрев медицинские записи Фокс, заключил, что она «четко выполнила все условия». Когда его спросили, может ли Фокс, тем не менее, быть сильнее своих конкуренток Вилаин ответил, что это возможно, но отметил, что «спорт состоит из спортсменов, которые по определению имеют преимущества по всем видам генетики». Сама Фокс ответила на спор аналогией с Джеки Робинсоном в гостевой редакционной статье для новостного сайта UFC и MMA:
Кто-нибудь смотрел фильм 42? Помните, когда комментаторы говорили, что у Джеки Робинсона было несправедливое преимущество, потому что у черных были «больше пяточные кости, чем у белых», с которыми он соперничал? Мы снова повторяем историю с претензиями на бонусы от костей? Можем ли мы связать эти заявления с отвратительной речью Рогана? Я трансгендерная женщина. Я заслуживаю равного отношения и уважения со всеми другим женщинами. Я чувствую, что все это смехотворно, ненужно и ужасно подло.
Документальный фильм Game Face описывает жизнь Фокс во время её спора о ММА.

## Профессиональные достижения

### Профессиональные соревнования
| Результат | Рекорд | Соперник        | Способ                  | Турнир                          | Дата             | Раунд | Время | Место                      | Примечание                                 |
| --------- | ------ | --------------- | ----------------------- | ------------------------------- | ---------------- | ----- | ----- | -------------------------- | ------------------------------------------ |
| Победа    | 5-1    | Тамикка Бренц   | TKO (punches)           | CCCW: The Undertaking           | 13 сентября 2014 | 1     | 2:17  | Спрингфилд (Иллинойс), США |                                            |
| Победа    | 4-1    | Хизер Бассетт   | Submission (armbar)     | Xtreme Fighting Organization 50 | 21 марта 2014    | 2     | 0:44  | Чикаго, США                |                                            |
| Поражение | 3-1    | Эшли Эванс-Смит | TKO (punches)           | CFA 12                          | 12 октября 2013  | 3     | 4:15  | Корал-Гейблс, Флорида, США | Women's Featherweight Tournament Final     |
| Победа    | 3-0    | Алланна Джонс   | Submission (shin choke) | CFA 11: Kyle vs. Wiuff 2        | 24 мая 2013      | 3     | 3:36  | Корал-Гейблс, Флорида, США |                                            |
| Победа    | 2-0    | Эрика Ньюсом    | KO (knee)               | CFA 10: McSweeney vs. Staring   | 2 марта 2013     | 1     | 0:39  | Корал-Гейблс, Флорида, США | Women's Featherweight Tournament Semifinal |
| Победа    | 1-0    | Элиша Хелспер   | TKO (injury)            | KOTC Wild Card                  | 17 мая 2012      | 1     | 2:00  | Уорли, Айдахо, США         |                                            |

### Любительские соревнования
| Результат | Рекорд | Соперник   | Способ              | Турнир               | Дата         | Раунд | Время | Место                   | Примечание |
| --------- | ------ | ---------- | ------------------- | -------------------- | ------------ | ----- | ----- | ----------------------- | ---------- |
| Победа    | 1-0    | Рики Гомес | Submission (armbar) | Rocktown Showdown 12 | 10 июня 2011 | 1     | 2:27  | Рокфорд (Иллинойс), США |            |

## Награды
В 2014 году Фокс была включена в Национальный Зал славы геев и лесбиянок.